# Wilhelm Jordan (költő)
Carl Friedrich Wilhelm Jordan (Insterburg, Kelet-Poroszország 1819. február 8. – Majna-Frankfurt, 1904. június 25.) német költő és politikus.

## Életútja
Tilsitben iskolába járt, 1838-tó a Königsbergi Egyetemre. Tanulmányait 1842-ben végezte. Azután mint író Berlinben, 1844-től pedig Lipcsében tartózkodott, ahonnan 1846-ban egy ateista pohárköszöntője miatt kiutasították. Ezután Brémába, 1848-ban Párizsba és Berlinbe ment. 1848. május 18. és 1849. május 20. között a Frankfurti parlament képviselője volt.
A kereskedelmi minisztériumban tengerészeti tanácsos lett és mint ilyennek része volt a német hajóraj megalapításában és szervezésében. 
Nyugdíjazása után Frankfurtban telepedett ugyan meg, de mint Die Nibelunge című kettős époszának vándor dalnoka, Európának és Észak-Amerikának mintegy 250 városát járta be, művét emlékezetből szavalva. Ezen éposz életének legjelentékenyebb alkotása, s magvas nyelven alliteráló alakban (Ich wage zu wandeln verlassene Wege) van irva. Két részből áll, 1. Die Siegfriedssage (1869., 13. kiad., 1889) és 2. Hildebrants Heimkehr (10. kiad. 1892). Később a jelenkor problemáival szemben is állást foglalt két regényében, Die Sebalds-ban (2. kiad. 1885), melyben a felekezeti villongás kibékülését jellemzi, és a Zwei Wiegenben (1887), amelyben a pesszimista világnézetet, melyet betegségnek nevez, akarja kiirtani. Egyéb főbb művei: Irdische Phantasien (1842); Begriffene Welt (1845); Ihr träumt (1845); Schaum (1846., költemények); Demiurgos (1852-1854., 3 köter, miniszterium); Strophen u. Stäbe (kisebb költemények, 1871); vigjátékok: Die Liebsleugner (1855); Tausch enttäuscht (1856., 2. kiad., 1884); Durchs Ohr (1865, 6. kiad., 1889); Sein Zwillingsbruder (1883). Dijat nyert: Die Witwe des Agis c. szomorújátéka (1858). Színművei: Der falsche Fürst (1854); Graf Dronte (1856); Arthur Arden (1872). Lefordította Shakespeare-nek több drámáját és szonettjeit, Szophoklész tragédiáit, Homérosz Odüsszeiáját és Íliászát és az Eddát. Elméleti művei: Der epische Vers der Germanen und sein Stabreim (1868); Das Kunstgesetz Homers u. die Rhapsodik (1869); Epische Briefe (1876) és Episteln u. Vorträge (1891). Életét megírta K. Schiffner (1889).

## Forrás
- Jordan. In  A Pallas nagy lexikona. Szerk. Bokor József. Budapest: Arcanum – FolioNET. 1998.  ISBN 963 85923 2 X